# زمین‌بند
زمین‌بند، روستایی از توابع دهستان کوچینگ بخش هیچان شهرستان نیک‌شهر در استان سیستان و بلوچستان ایران است.

## جمعیت
این روستا در دهستان هیچان قرار دارد و براساس سرشماری مرکز آمار ایران در سال ۱۳۹۵، جمعیت آن ۱۹۵ نفر (۵۱ خانوار) بوده‌است.